# Miss Ecuador
Miss Ecuador è un concorso di bellezza femminile che si tiene annualmente in Ecuador. La prima vincitrice del concorso è stata Sara Chacón della provincia di Guayas nel 1930. Il concorso non fu organizzato per diversi anni, sino al 1955 quando Leonor Cacache vinse il titolo di Miss Ecuador e fu la prima rappresentante nazionale per Miss Universo.
Ogni anno competono a Miss Ecuador le rappresentanti delle ventiquattro province che formano l'Ecuador. Le concorrenti non devono essere necessariamente residenti nella provincia rappresentata. Le finaliste e la vincitrice hanno la possibilità di concorrere a vari concorsi internazionali come Miss International, Reina Hispanoamericana, Miss Continente Americano ed altri.
Il concorso viene trasmesso in tutto il territorio nazionale dal canale Gama TV.

## Albo d'oro

### Miss Ecuador
| Anno | Vincitrice                | Provincia  | Città      | Partecipazione                |
| ---- | ------------------------- | ---------- | ---------- | ----------------------------- |
| 1930 | Sara Chacón Zúñiga        | Guayas     | Guayaquil  | Miss Universo                 |
| 1955 | Leonor Carcache           | Guayas     | Guayaquil  | Miss Universo                 |
| 1956 | Mercedes Flores           | Guayas     | Guayaquil  | Miss Universo                 |
| 1957 | Patricia Benítez          | Guayas     | Guayaquil  | Miss Universo                 |
| 1958 | Alicia Vallejo            | Chimborazo | Riobamba   | Miss Universo                 |
| 1959 | Carlota Ayala             | Guayas     | Guayaquil  | Miss Universo                 |
| 1960 | Isabel Rolando            | Pichincha  | Quito      | Miss Universo                 |
| 1961 | Yolanda Palacios          | Guayas     | Guayaquil  | Miss Universo                 |
| 1962 | Elaine Ortega             | Guayas     | Guayaquil  | Miss Universo/Miss Mondo      |
| 1963 | Tanya Vallejo             | Guayas     | Guayaquil  | Miss International            |
| 1964 | Tanya Klein               | Guayas     | Guayaquil  | Miss Universo                 |
| 1965 | Eugenia Mosquera          | Guayas     | Guayaquil  | Miss International            |
| 1966 | Alexandra Vallejo         | Guayas     | Guayaquil  | Miss Mondo                    |
| 1967 | Laura Baquero             | Pichincha  | Quito      | Miss Mondo/Miss International |
| 1968 | Marcia Ramos              | Guayas     | Guayaquil  | Miss Mondo                    |
| 1969 | Rossana Vinueza           | Guayas     | Guayaquil  | Miss Universo                 |
| 1970 | Virginia Monteverde       | Guayas     | Guayaquil  | Miss Mondo                    |
| 1971 | Cecilia Gómez             | Guayas     | Guayaquil  | Miss Mondo                    |
| 1972 | Patricia Falconí          | Pichincha  | Quito      | Miss Mondo                    |
| 1973 | Patricia Rivadeneira      | Azuay      | Cuenca     | Miss Maja                     |
| 1974 | Silvia Jurado Estrada     | Guayas     | Playas     | Miss Mondo                    |
| 1975 | Ana María Wray            | Guayas     | Guayaquil  | Miss Universo                 |
| 1976 | Gilda Plaza               | Guayas     | Guayaquil  | Miss Universo                 |
| 1977 | Lucía Hernandez           | Manabí     | Chone      | Miss Universo/Miss Mondo      |
| 1978 | Mabel Cevallos            | Guayas     | Guayaquil  | Miss Universo                 |
| 1979 | Anita Plaza               | Guayas     | Guayaquil  | Miss Universo                 |
| 1980 | Leslie Rivas              | El Oro     | Machala    | Miss Universo                 |
| 1981 | Lucía Vinueza*            | Guayas     | Guayaquil  | Miss Universo/Miss Mondo      |
| 1982 | Jacqueline Burgos         | Guayas     | Guayaquil  | Miss Universo                 |
| 1983 | Mariela García*           | Manabí     | Portoviejo | Miss Universo                 |
| 1984 | Leonor Gonzembach         | Guayas     | Guayaquil  | Miss Universo                 |
| 1985 | María Elena Stangl        | Guayas     | Guayaquil  | Miss Universo                 |
| 1986 | Verónica Sevilla          | Pichincha  | Quito      | Miss Universo                 |
| 1987 | María del Pilar Barreiro  | Pichincha  | Quito      | Miss Universo                 |
| 1988 | Cecilia Pozo              | Guayas     | Guayaquil  | Miss Universo                 |
| 1989 | Maria Eugenia Molina      | Guayas     | Guayaquil  | Miss Universo                 |
| 1990 | Jessica Nuñez             | Guayas     | Guayaquil  | Miss Universo                 |
| 1991 | Diana Neira               | Guayas     | Guayaquil  | Miss Universo                 |
| 1992 | Soledad Diab              | Guayas     | Guayaquil  | Miss Universo                 |
| 1993 | Arianna Mandini           | Guayas     | Guayaquil  | Miss Universo                 |
| 1994 | Mafalda Arboleda          | Guayas     | Guayaquil  | Miss Universo                 |
| 1995 | Radmila Panzic            | Manabí     | Manta      | Miss Universo                 |
| 1996 | Mónica Chalá              | Pichincha  | Quito      | Miss Universo                 |
| 1997 | María José Lopez          | Pichincha  | Quito      | Miss Universo                 |
| 1998 | Soraya Hogonaga           | Pichincha  | Quito      | Miss Universo                 |
| 1999 | Carolina Alfonso          | Pichincha  | Quito      | Miss Universo                 |
| 2000 | Gabriela Cadena           | Guayas     | Guayaquil  | Miss Universo                 |
| 2001 | Jessica Bermudez          | Guayas     | Guayaquil  | Miss Universo                 |
| 2002 | Isabel Ontaneda*          | Pichincha  | Quito      | Miss Universo                 |
| 2003 | Andrea Jácome             | Guayas     | Guayaquil  | Miss Universo                 |
| 2004 | Susana Rivadeneira        | Pichincha  | Quito      | Miss Universo                 |
| 2005 | Ximena Zamora             | Pichincha  | Quito      | Miss Universo                 |
| 2006 | Catalina López            | Guayas     | Guayaquil  | Miss Universo                 |
| 2007 | Lugina Cabezas            | Pichincha  | Quito      | Miss Universo                 |
| 2008 | Domenica Saporiti         | Guayas     | Guayaquil  | Miss Universo                 |
| 2009 | Sandra Vinces             | Manabí     | Portoviejo | Miss Universo                 |
| 2010 | Lady Mina                 | Guayas     | Guayaquil  | Miss Universo                 |
| 2011 | Claudia Schiess           | Galápagos  | Santa Cruz | Miss Universo                 |
| 2012 | Carolina Aguirre          | Guayas     | Guayaquil  | Miss Universo                 |
| 2013 | Constanza Báez            | Pichincha  | Quito      | Miss Universo                 |
| 2014 | Alejandra Argudo          | Manabí     | Portoviejo | Miss Universo                 |
| 2015 | Francesca Cipriani Burgos | Guayas     | Guayaquil  | Miss Universo                 |
| 2016 | Connie Jiménez            | Los Ríos   | Ventanas   | Miss Universo                 |
| 2017 | Daniela Cepeda            | Guayas     | Guayaquil  | Miss Universo                 |
| 2018 | Virginia Limongi          | Manabí     | Portoviejo | Miss Universo                 |

- Lucía Vinueza (1981), Mariela García (1983) ed Isabel Ontaneda (2002) sono native di Cuenca, ma hanno rappresentato la provincia in cui sono cresciute.

### Miss Mondo Ecuador
| Anno | Miss Mondo Ecuador                    | Provincia rappresentata | Città         | Piazzamento a Miss Mondo |
| ---- | ------------------------------------- | ----------------------- | ------------- | ------------------------ |
| 1960 | María Rosa Rodríguez Váscones         | Guayas                  | Guayaquil     |                          |
| 1961 | Magdalena Dávila González             | Pichincha               | Quito         |                          |
| 1962 | Elaine Ortega Hougen                  | Guayas                  | Guayaquil     |                          |
| 1964 | Maria de Lourdes Anda Vallejo         | Guayas                  | Guayaquil     |                          |
| 1965 | Corine Mildred Corral                 | Pichincha               | Quito         |                          |
| 1966 | Alexandra Vallejo Klaere              | Guayas                  | Guayaquil     |                          |
| 1967 | Laura Elena Baquero Palacios          | Pichincha               | Quito         |                          |
| 1968 | Marcia Virginia Ramos Christiansen    | Guayas                  | Guayaquil     |                          |
| 1969 | Ximena Aulestia Díaz                  | Pichincha               | Quito         |                          |
| 1970 | Sofia Virginia Monteverde Nimbriotis  | Guayas                  | Guayaquil     | Top 15                   |
| 1971 | Maria Cecilia Gómez Buenaventura      | Guayas                  | Guayaquil     |                          |
| 1972 | Patricia Falcon                       | Pichincha               | Quito         |                          |
| 1974 | Silvia Aurora Jurado Estrada          | Guayas                  | Playas        |                          |
| 1976 | Marie Clare Fontaine Velasco          | Guayas                  | Guayaquil     |                          |
| 1977 | Lucía del Carmen Hernandez Quiñonez   | Manabí                  | Chone         |                          |
| 1978 | Antonieta Cecilia Campodonico Aguirre | Guayas                  | Guayaquil     |                          |
| 1979 | Olba Lourdes Padilla Guevara          | Guayas                  | Guayaquil     |                          |
| 1980 | Gabriela Maria Catelina Rios Roca     | Guayas                  | Guayaquil     |                          |
| 1981 | Lucia Isabel Vinueza Urjelles         | Guayas                  | Guayaquil     |                          |
| 1982 | Gianna Machiavello González           | Guayas                  | Guayaquil     |                          |
| 1983 | Martha Lascano Salcedo                | Guayas                  | Guayaquil     |                          |
| 1984 | Maria Sol Corral Zambrano             | Azuay                   | Cuenca        |                          |
| 1985 | Maria del Pilar De Veintemilla Russo  | Pichincha               | Quito         |                          |
| 1986 | Alicia Gisela Cucalón Macas           | Guayas                  | Guayaquil     | 7ª classificata          |
| 1987 | Cecilia Pozo Caminer                  | Guayas                  | Guayaquil     |                          |
| 1988 | Cristina Elena López Villagómez       | Guayas                  | Guayaquil     |                          |
| 1989 | Ximena Paulett Correa Jarre           | El Oro                  | Machala       |                          |
| 1991 | Suanny Denise Bejarano López          | Guayas                  | Guayaquil     |                          |
| 1992 | Stephanie Krumholz De Menezes         | Guayas                  | Guayaquil     |                          |
| 1993 | Danna Saab Saab                       | Guayas                  | Guayaquil     |                          |
| 1994 | Diana Margarita Noboa Gordon          | Guayas                  | Guayaquil     |                          |
| 1995 | Ana Fabiola Trujillo Parker           | Guayas                  | Guayaquil     |                          |
| 1996 | Jennifer Lynn Graham Dumani           | Guayas                  | Guayaquil     |                          |
| 1997 | Clío Olaya Frías                      | Esmeraldas              | Esmeraldas    |                          |
| 1998 | Vanessa Natalia Graf Alvear           | Guayas                  | Guayaquil     |                          |
| 1999 | Sofia Morán Trueba                    | Manabí                  | Manta         |                          |
| 2000 | Ana Dolores Murillo Sánchez           | Manabí                  | Portoviejo    |                          |
| 2001 | Carla Revelo Pérez                    | Pichincha               | Quito         |                          |
| 2002 | Jessica Angulo*                       | Santo Domingo           | Santo Domingo |                          |
| 2003 | Mayra Katty Rentería Matamba          | Esmeraldas              | Esmeraldas    |                          |
| 2004 | Cristina Reyes Hidalgo                | Guayas                  | Guayaquil     |                          |
| 2005 | Marielisa Marques Gutiérrez           | Guayas                  | Guayaquil     |                          |
| 2006 | María Rebeca Flores Jaramillo         | Azuay                   | Cuenca        |                          |
| 2007 | Valeska Alexandra Saab Gómez          | Guayas                  | Guayaquil     | Top 16                   |
| 2008 | Marjorie Cevallos Vera                | Guayas                  | Guayaquil     |                          |
| 2009 | María Gabriela Ulloa Quiñones         | Esmeraldas              | Esmeraldas    |                          |
| 2010 | Ana Mercedes Galarza Añazco           | Tungurahua              | Ambato        |                          |
| 2011 | María Verónica Vargas Granja          | Guayas                  | Guayaquil     |                          |
| 2012 | Cipriana Denisse Correia Macías       | Esmeraldas              | Esmeraldas    |                          |
| 2013 | Laritza Libeth Párraga Arteaga        | Guayas                  | Guayaquil     |                          |
| 2014 | Virginia Stephannie Limongi Silva     | Manabí                  | Portoviejo    |                          |
| 2015 | María Camila Marañón Solórzano        | Manabí                  | Chone         | Top 20                   |

- Jessica Angulo (2002) rappresentava la provincia del Pichincha nel concorso, dato che nel 2008 Santo Domingo non era ancora una provincia.

### Miss International Ecuador
| Anno | Miss Internacional Ecuador           | Prov. rappresentata | Città         | Piazzamento a Miss International |
| ---- | ------------------------------------ | ------------------- | ------------- | -------------------------------- |
| 1960 | Magdalena Davila Varela              | Pichincha           | Quito         |                                  |
| 1961 | Elaine Ortega Hougen                 | Guayas              | Guayaquil     |                                  |
| 1962 | Margarita Arosemena Gómez            | Guayas              | Guayaquil     | Top 15                           |
| 1963 | Tania Valle Moreno                   | Guayas              | Guayaquil     |                                  |
| 1964 | María Agustina Mendoza Veléz         | Manabí              | Santa Ana     |                                  |
| 1965 | María Eugenia Mosquera Banados       | Guayas              | Guayaquil     |                                  |
| 1967 | Laura Elena Baquero Palacios         | Pichincha           | Quito         |                                  |
| 1968 | Enriqueta Valdez Fuentes             | Guayas              | Guayaquil     |                                  |
| 1969 | Alexandra Swanberg                   | Guayas              | Guayaquil     |                                  |
| 1970 | Lourdes Hernández                    | Pichincha           | Quito         | Top 15                           |
| 1971 | Susana Castro Jaramillo              | Pichincha           | Quito         |                                  |
| 1972 | Lucia del Pilar Hernandez            | Manabí              | Manta         |                                  |
| 2002 | Isabel Cristina Ontaneda Pinto       | Pichincha           | Quito         |                                  |
| 2004 | Irene Andrea Zunino García           | Guayas              | Guayaquil     |                                  |
| 2005 | Bianca María Salame Avilés           | Guayas              | Guayaquil     |                                  |
| 2006 | Denisse Elizabeth Rodriguez Quiñónez | Pichincha           | Quito         |                                  |
| 2007 | Jessica Maena Ortíz Campos           | Esmeraldas          | Esmeraldas    |                                  |
| 2008 | Jennifer Stephannie Pazmiño Saldaña  | Guayas              | Guayaquil     | Top 12                           |
| 2009 | Isabela Chiriboga Valdivieso         | Pichincha           | Quito         |                                  |
| 2010 | Andrea Suárez Melgar                 | Loja                | Loja          |                                  |
| 2011 | María Fernanda Cornejo Alfaro        | Pichincha           | Quito         |                                  |
| 2012 | Tatiana Katherine Loor Hidalgo       | Santo Domingo       | Santo Domingo |                                  |
| 2013 | Nathaly Arroba Hurtado               | Guayas              | Guayaquil     | Top 15                           |
| 2014 | Carla Daniela Prado Thoret           | Santa Elena         | Salinas       |                                  |
| 2015 | Daniela Armijos Cordero              | Azuay               | Cuenca        |                                  |
| 2016 | Bianka Yamel Fuentes Dieb            | Guayas              | Guayaquil     |                                  |

### Miss Terra Ecuador
| Anno | Miss Terra Ecuador             | Provincia | Città       | Piazzamento e premi a Miss Terra |
| ---- | ------------------------------ | --------- | ----------- | -------------------------------- |
| 2003 | Isabel Cristina Ontaneda Pinto | Pichincha | Quito       |                                  |
| 2004 | Maria Luisa Barrios Landivar   | Guayas    | Guayaquil   |                                  |
| 2005 | Cristina Eugenia Reyes Hidalgo | Guayas    | Guayaquil   | Top 16                           |
| 2006 | María Magdalena Stahl Hurtado  | Carchi    | San Gabriel |                                  |
| 2007 | María Verónica Ochoa Crespo    | Azuay     | Cuenca      |                                  |
| 2008 | Andrea Carolina León Janzso    | El Oro    | Machala     | Miss Friendship                  |
| 2009 | Diana Nataly Delgado Balseca   | Manabí    | Manta       |                                  |
| 2010 | Jennifer Pazmiño               | Guayas    | Guayaquil   | Miss Aria 2010 (2ª classificata) |
| 2011 | Olga Álava                     | Guayas    | Guayaquil   | Miss Terra 2011                  |
| 2012 | Tatiana Torres Rojas           | Azuay     | Cuenca      |                                  |
| 2013 | Ana María Weir                 | Guayas    | Guayaquil   |                                  |
| 2014 | María José Maza                | Guayas    | Guayaquil   |                                  |